# Rhodometra roseata
Rhodometra roseata är en fjärilsart som beskrevs av Paul Dognin 1917. Rhodometra roseata ingår i släktet Rhodometra och familjen mätare. Inga underarter finns listade.